# Ramagundam
Ramagundam es una ciudad y municipio situada en el distrito de Peddapalle en el estado de Telangana (India). Su población es de 229644 habitantes (2011). Se encuentra  orillas del río Godavari, a 225 km al norte de Hyderabad, la capital del estado.

## Demografía
Según el censo de 2011 la población de Ramagundam era de 229644 habitantes, de los cuales 116748 eran hombres y 112896 eran mujeres. Ramagundam tiene una tasa media de alfabetización del 74,95%, superior a la media estatal del 67,02%: la alfabetización masculina es del 82,12%, y la alfabetización femenina del 67,58%.

## Clima
| Parámetros climáticos promedio de Ramagundam (1981–2010, extremes 1948–2012) | Parámetros climáticos promedio de Ramagundam (1981–2010, extremes 1948–2012) | Parámetros climáticos promedio de Ramagundam (1981–2010, extremes 1948–2012) | Parámetros climáticos promedio de Ramagundam (1981–2010, extremes 1948–2012) | Parámetros climáticos promedio de Ramagundam (1981–2010, extremes 1948–2012) | Parámetros climáticos promedio de Ramagundam (1981–2010, extremes 1948–2012) | Parámetros climáticos promedio de Ramagundam (1981–2010, extremes 1948–2012) | Parámetros climáticos promedio de Ramagundam (1981–2010, extremes 1948–2012) | Parámetros climáticos promedio de Ramagundam (1981–2010, extremes 1948–2012) | Parámetros climáticos promedio de Ramagundam (1981–2010, extremes 1948–2012) | Parámetros climáticos promedio de Ramagundam (1981–2010, extremes 1948–2012) | Parámetros climáticos promedio de Ramagundam (1981–2010, extremes 1948–2012) | Parámetros climáticos promedio de Ramagundam (1981–2010, extremes 1948–2012) | Parámetros climáticos promedio de Ramagundam (1981–2010, extremes 1948–2012) |
| Mes                                                                          | Ene.                                                                         | Feb.                                                                         | Mar.                                                                         | Abr.                                                                         | May.                                                                         | Jun.                                                                         | Jul.                                                                         | Ago.                                                                         | Sep.                                                                         | Oct.                                                                         | Nov.                                                                         | Dic.                                                                         | Anual                                                                        |
| ---------------------------------------------------------------------------- | ---------------------------------------------------------------------------- | ---------------------------------------------------------------------------- | ---------------------------------------------------------------------------- | ---------------------------------------------------------------------------- | ---------------------------------------------------------------------------- | ---------------------------------------------------------------------------- | ---------------------------------------------------------------------------- | ---------------------------------------------------------------------------- | ---------------------------------------------------------------------------- | ---------------------------------------------------------------------------- | ---------------------------------------------------------------------------- | ---------------------------------------------------------------------------- | ---------------------------------------------------------------------------- |
| Temp. máx. abs. (°C)                                                         | 36.0                                                                         | 39.6                                                                         | 43.0                                                                         | 45.6                                                                         | 47.3                                                                         | 47.2                                                                         | 41.0                                                                         | 37.9                                                                         | 38.6                                                                         | 38.4                                                                         | 36.6                                                                         | 35.5                                                                         | 47.3                                                                         |
| Temp. máx. media (°C)                                                        | 30.5                                                                         | 33.4                                                                         | 37.2                                                                         | 40.1                                                                         | 41.9                                                                         | 37.3                                                                         | 32.5                                                                         | 31.4                                                                         | 33.1                                                                         | 33.1                                                                         | 31.6                                                                         | 30.2                                                                         | 34.4                                                                         |
| Temp. mín. media (°C)                                                        | 15.7                                                                         | 18.3                                                                         | 21.9                                                                         | 25.6                                                                         | 28.2                                                                         | 27.2                                                                         | 25.1                                                                         | 24.6                                                                         | 24.5                                                                         | 22.1                                                                         | 17.7                                                                         | 14.6                                                                         | 22.1                                                                         |
| Temp. mín. abs. (°C)                                                         | 6.8                                                                          | 8.4                                                                          | 13.0                                                                         | 15.4                                                                         | 20.4                                                                         | 19.4                                                                         | 18.8                                                                         | 19.8                                                                         | 17.8                                                                         | 15.0                                                                         | 9.0                                                                          | 7.5                                                                          | 6.8                                                                          |
| Lluvias (mm)                                                                 | 13.5                                                                         | 8.8                                                                          | 8.3                                                                          | 13.7                                                                         | 28.3                                                                         | 163.4                                                                        | 308.0                                                                        | 297.2                                                                        | 175.6                                                                        | 85.8                                                                         | 21.3                                                                         | 5.5                                                                          | 1129.2                                                                       |
| Días de lluvias (≥ 1 mm)                                                     | 0.9                                                                          | 0.5                                                                          | 0.7                                                                          | 1.1                                                                          | 2.2                                                                          | 8.3                                                                          | 13.8                                                                         | 13.0                                                                         | 8.4                                                                          | 4.5                                                                          | 1.3                                                                          | 0.5                                                                          | 55.3                                                                         |
| Humedad relativa (%)                                                         | 48                                                                           | 39                                                                           | 34                                                                           | 32                                                                           | 32                                                                           | 51                                                                           | 69                                                                           | 73                                                                           | 71                                                                           | 64                                                                           | 56                                                                           | 51                                                                           | 52                                                                           |
| Fuente: India Meteorological Department                                      |                                                                              |                                                                              |                                                                              |                                                                              |                                                                              |                                                                              |                                                                              |                                                                              |                                                                              |                                                                              |                                                                              |                                                                              |                                                                              |